# Cantonul Lomme
Cantonul Lomme este un canton din arondismentul Rijsel, departamentul Nord, regiunea Nord-Pas-de-Calais, Franța.

## Comune
- Beaucamps-Ligny
- Englos (Engelo)
- Ennetières-en-Weppes
- Erquinghem-le-Sec (Erkegem)
- Escobecques (Schobeek)
- Hallennes-lez-Haubourdin
- Lomme (Olm) (reședință)
- Le Maisnil
- Radinghem-en-Weppes
- Sequedin

De hoofdplaats Lomme is formeel gezien sinds 2000 geen volledig zelfstandige gemeente maar is een deelgemeente (commune associée) van de gemeente Rijsel, samen met Hellemmes. Hellemmes is ingedeeld bij het kanton Rijsel-Oost terwijl Lomme bij het kanton Lomme is gebleven.